# Serguéi Zagrayevski
Serguéi Volfgángovich Zagrayevski (en ruso: Сергей Вольфгангович Заграевский; Moscú, 20 de agosto de 1964–Ib., 6 de julio de 2020) fue un pintor, escritor e historiador del arte ruso.

## Biografía
Zagrayevski nació en Moscú en 1964, hijo del historiador de la arquitectura Wolfgang Kawelmacher (1933-2004) y la poetisa y dramaturga Inna Zagraevski (nacida en 1933). Empezó a pintar en la escuela y su primera maestra fue la conocida pintora rusa Tatiana Mávrina.
Entre 2002 y 2005 Zagrayevski enseñó en el Instituto de Artes de la Restauración de Moscú y posteriormente en la Universidad Rusa de la Propiedad Intelectual y en el Museo Vladímir-Súzdal. Los principales temas de su investigación sobre historia de la arquitectura fueron los antiguos edificios rusos de piedra blanca, la arquitectura temprana de Moscú y las conexiones arquitectónicas entre la antigua Rusia y la Europa gótico-romana.
Zagrayevski fue el editor en jefe de la obra de referencia United Art Rating y autor de varios libros de filosofía, teología e historia de la arquitectura. Escribió varios cuentos para niños y muchos artículos de crítica de arte, además de fundar y ejercer como curador de RusArch, una biblioteca electrónica sobre la historia de la antigua arquitectura rusa.
El artista falleció en Moscú el 6 de julio de 2020, debido a un fallo cardiovascular agudo.

## Ejemplos de su obra

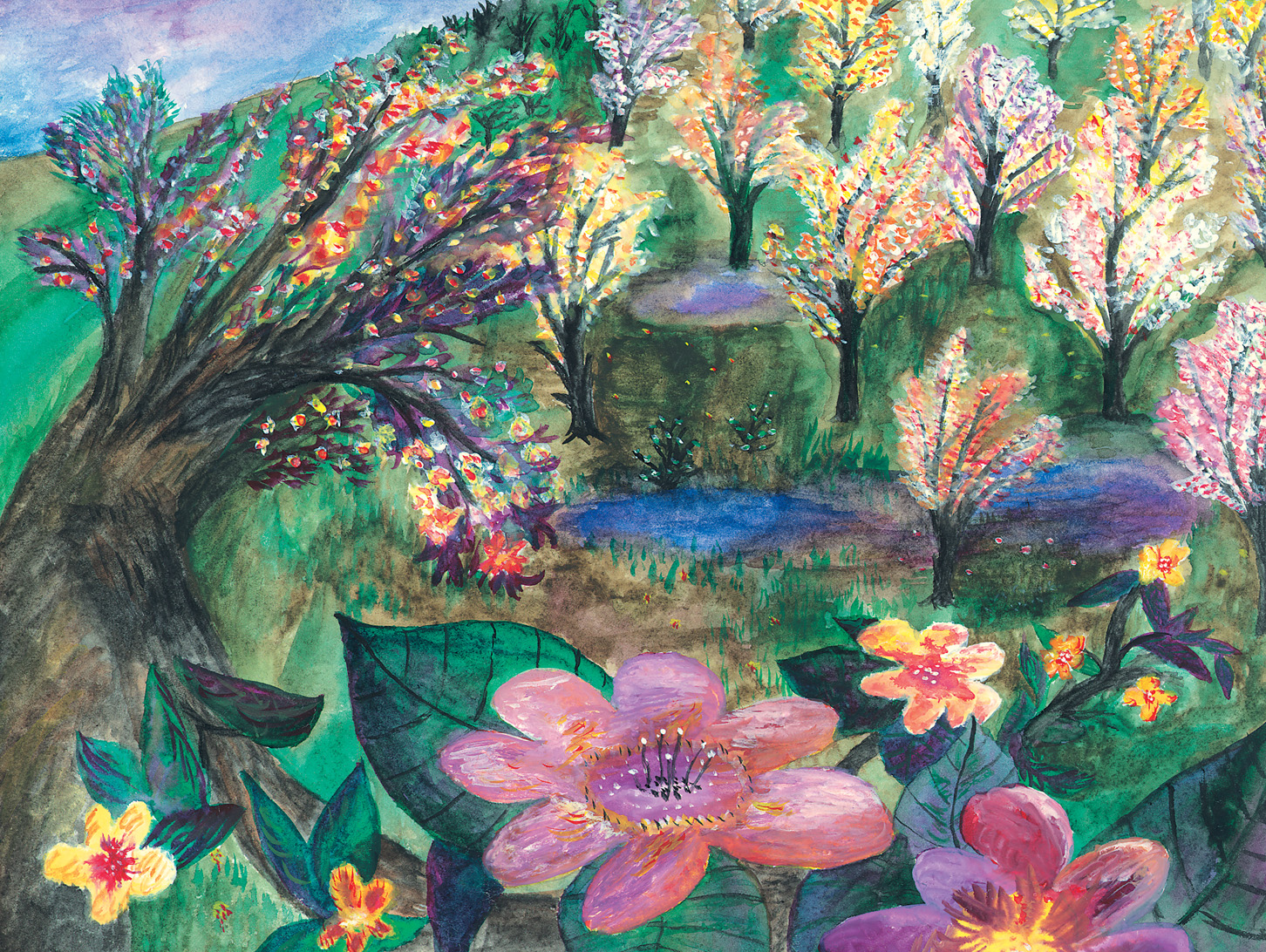
Jardín de manzanos, 1992.
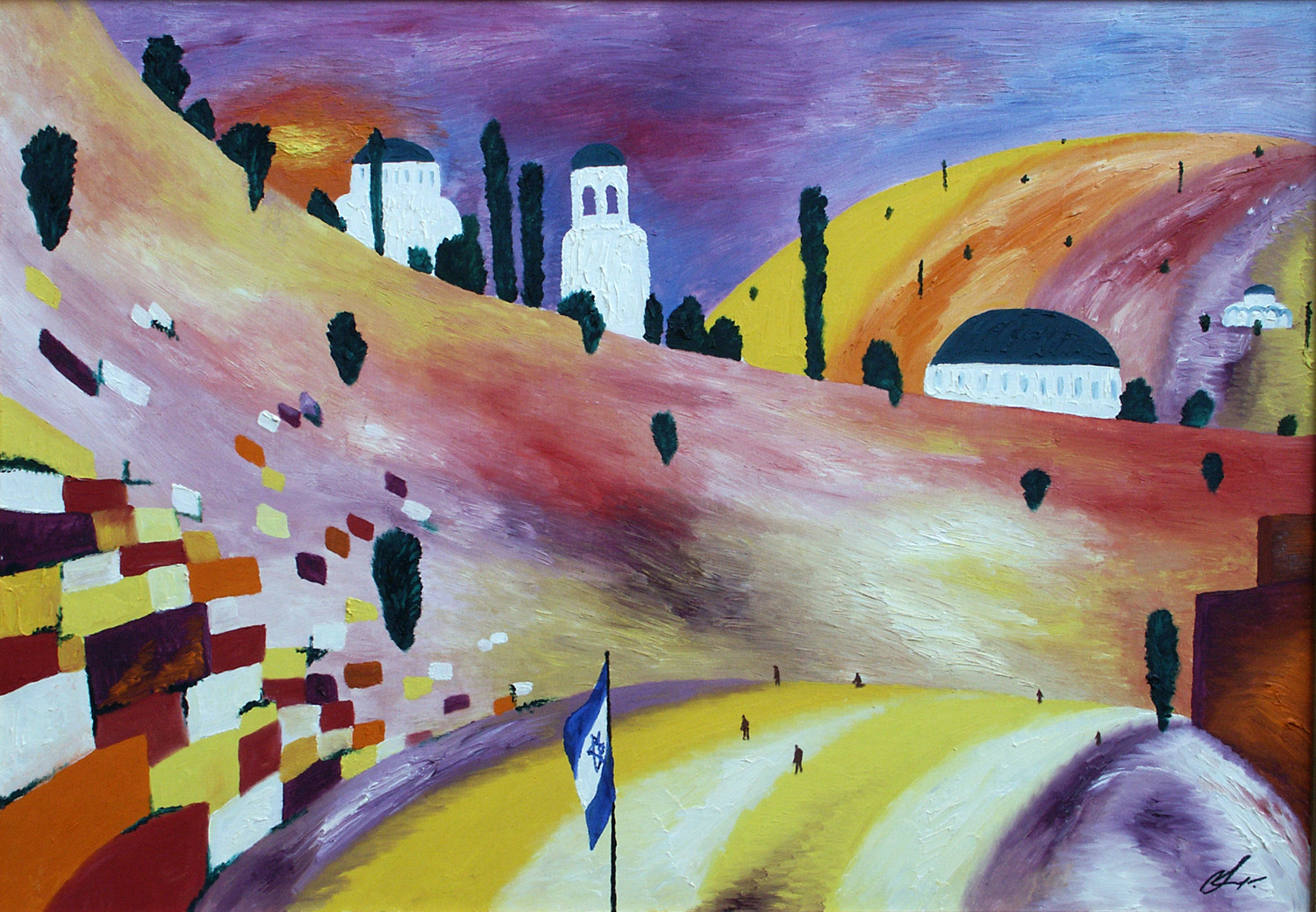
Jerusalén, 1998.
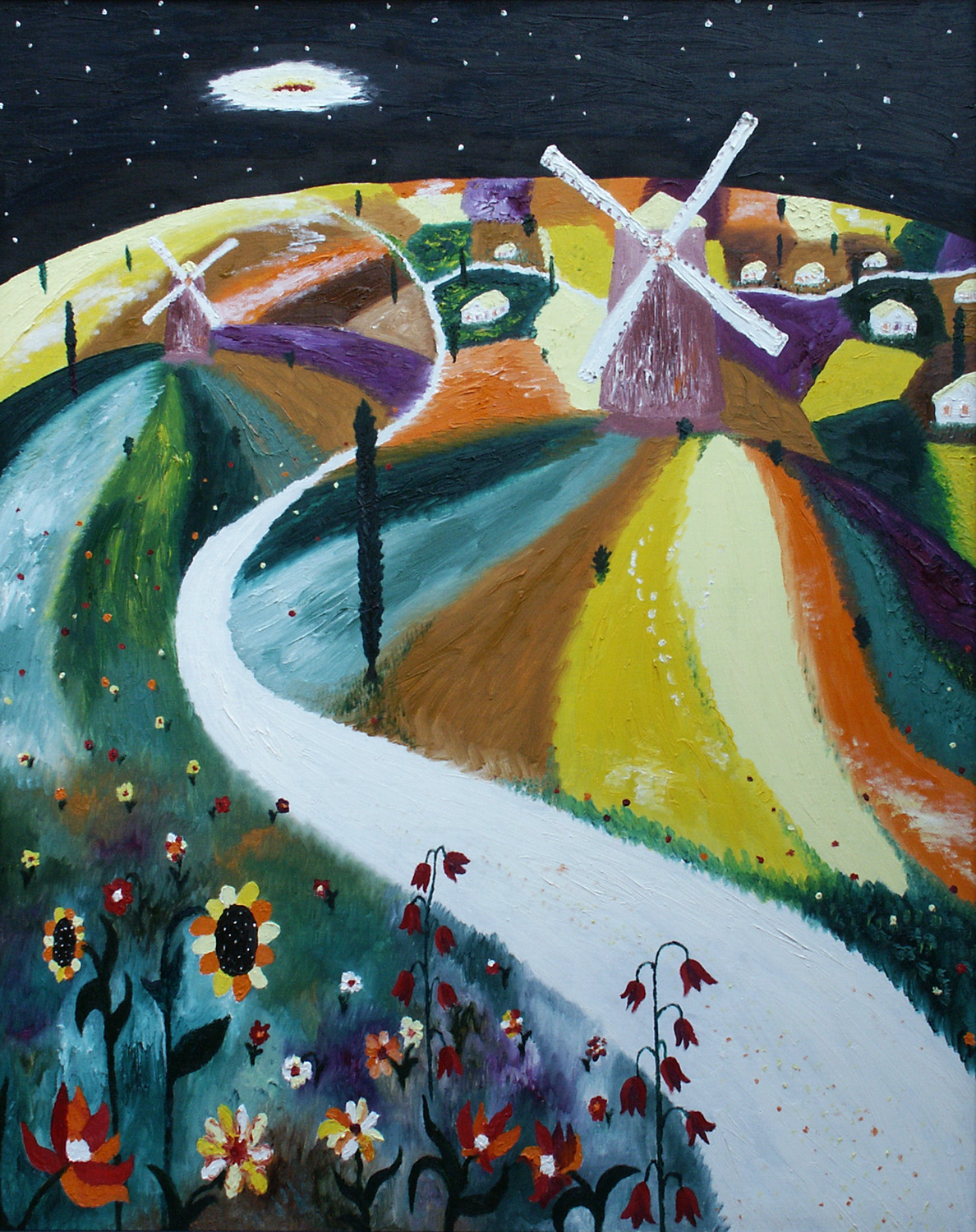
Noche ucraniana, 1999.
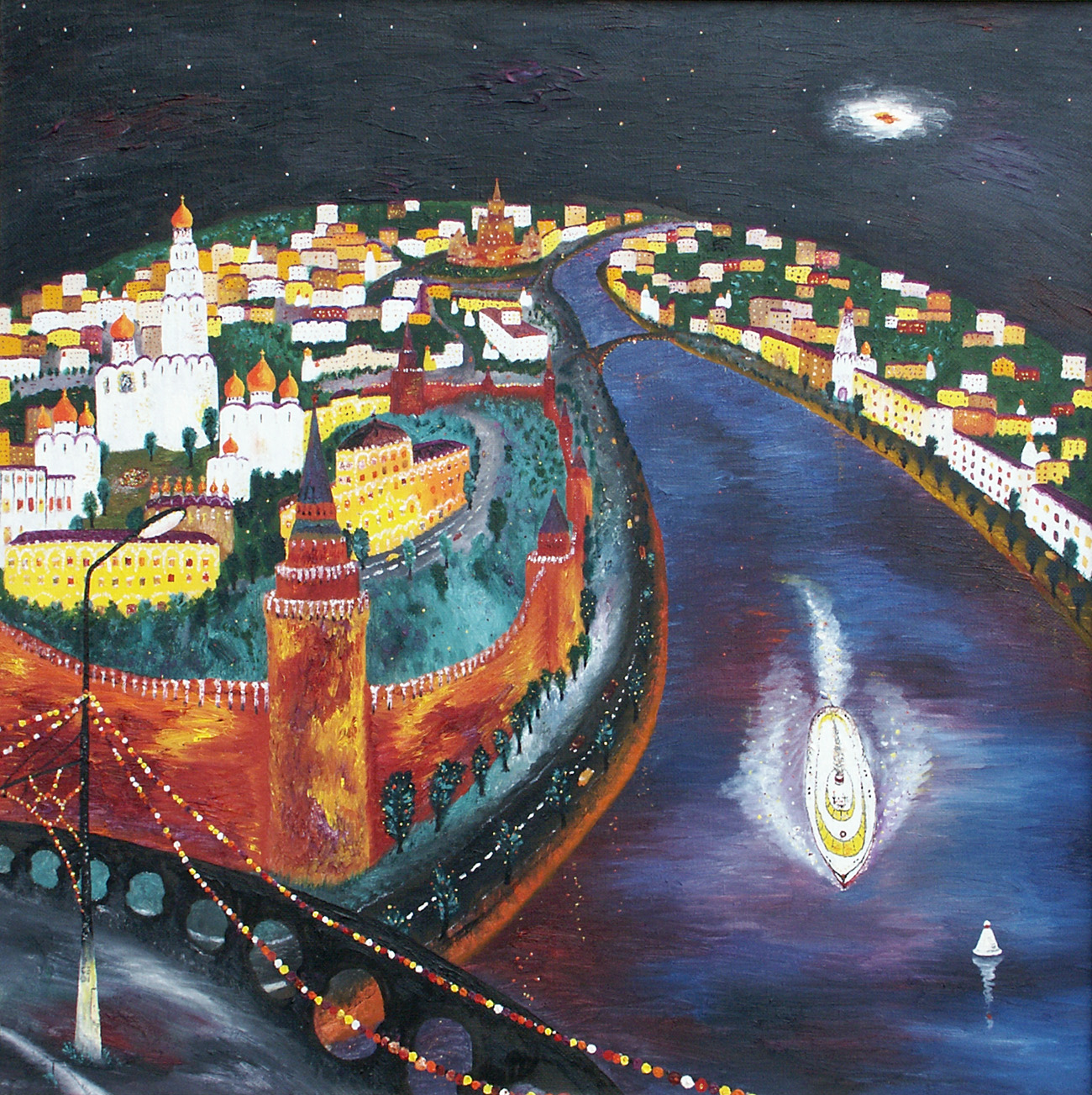
Kremlin, 2001.
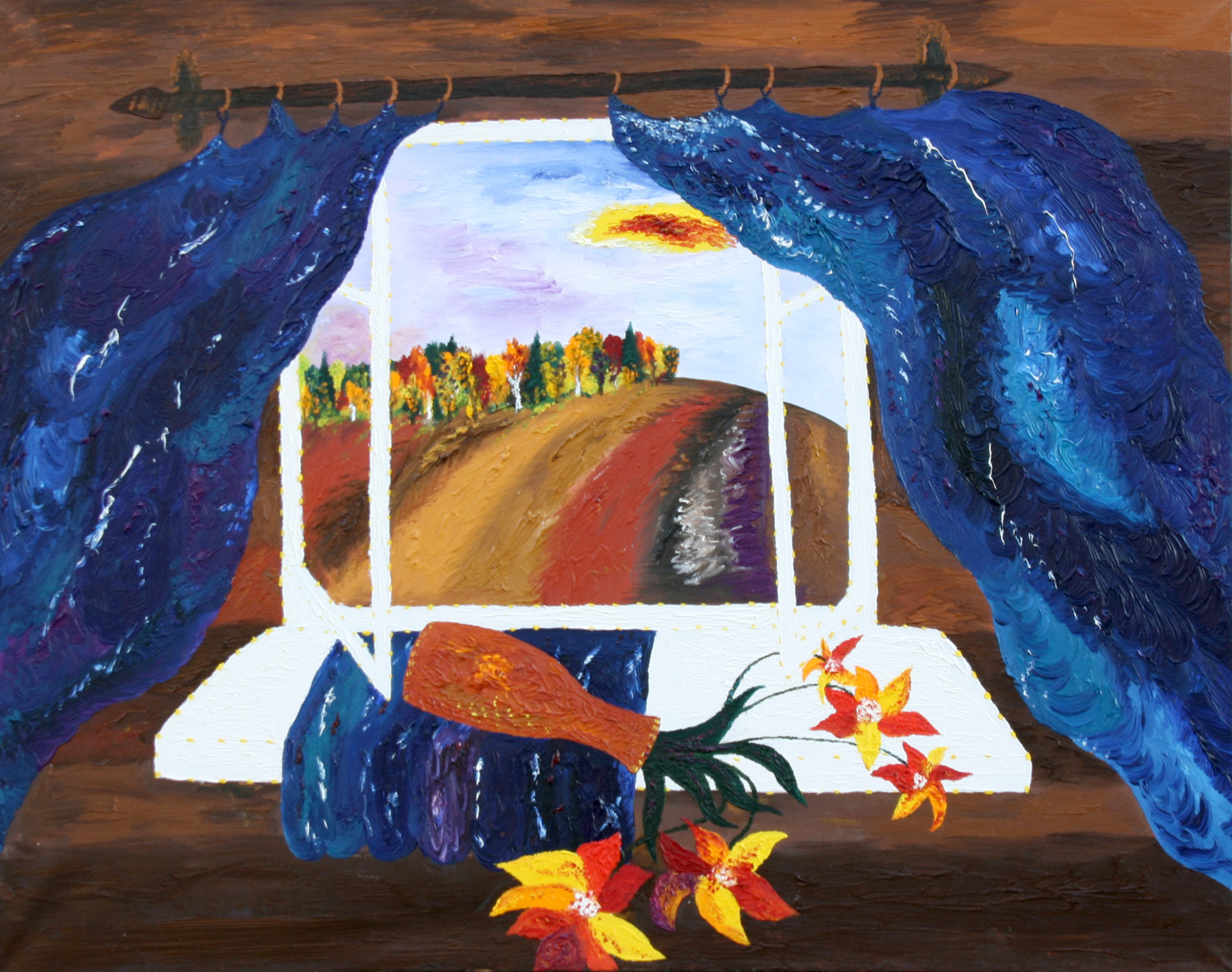
La corriente de aire que rompió la naturaleza muerta, 2008.
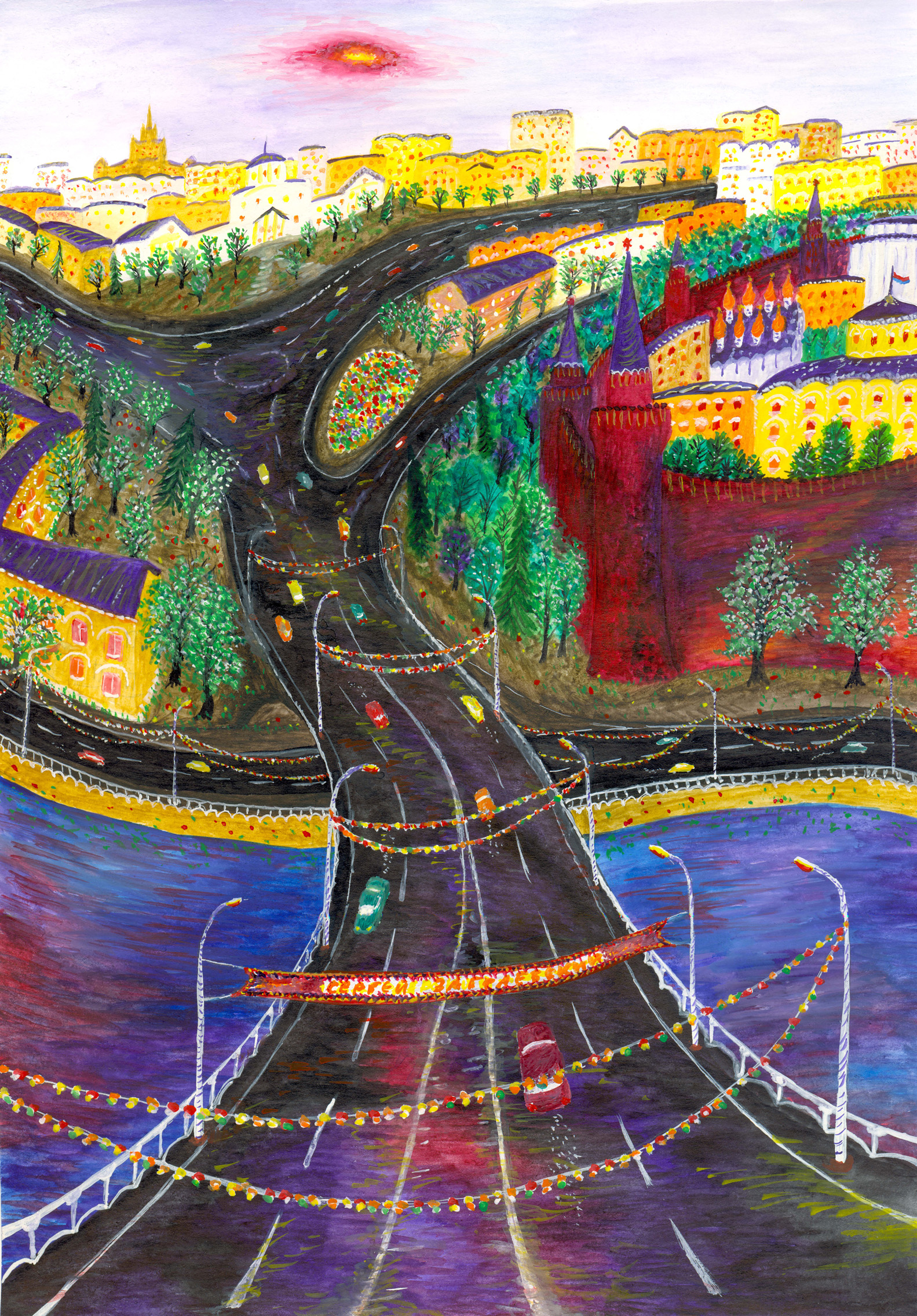
Puente Bolshoy Kamenny, 2008.